# Actuació (revista)
Actuació va ser una publicació cultural catalanista editada a Igualada entre els anys 1919 i 1921.

## Descripció
Portava el subtítol Periòdic mesetal de propaganda netament catalanista i també Portaven de la Joventut Nacionalista.
La redacció i l'administració era a la rambla de Sant Isidre, núm. 1, i s'imprimia als tallers de Nicolau Poncell. Tenia vuit pàgines, a dues columnes, amb un format de 28 x 19 cm. El primer número va sortir l'1 de gener de 1919 i l'últim, el 31, l'1 de juliol de 1921.

## Continguts
A l'article de presentació deien “aplaudirem tot treball patriòtic; no veureu en nostres actes baixeses rastreres de política: ens separarem dels polítics professionals, dels polítics odiosos, dels polítics separatistes...”.
Era la revista de “la Joventut Nacionalista, que estava vinculada a la Lliga Regionalista, una organització política catalanista, conservadora i monàrquica, que s'emmarcava dins del liberalisme. Els seus objectius polítics eren aconseguir l'autonomia per a Catalunya i la modernització del país. La seva base social estava integrada, bàsicament, per la burgesia, amb el suport d'alguns elements de l'Església.”
Les notícies locals acostumaven a ser breus i dedicades a les activitats culturals de la ciutat, sobretot les organitzades per la Joventut Nacionalista, que comentaven en tres apartats: festes, propaganda i esports. S'hi publicaven articles polítics, literaris, folklòrics, notes comarcals i locals, amb notícies breus i dedicades a les activitats culturals de la ciutat, especialment les organitzades per l'entitat.
La dirigia Josep Valls i Torrents i entre els seus redactors cal esmentar veterans com Josep Rius i Borràs, Josep Morera i Mestre i Joan Dalmau i Tarrida —aquests dos últims procedents del Centre Autonomista— o joves que llavors despuntaven, com els industrials Joan Riba Faura i Bartomeu Prat i Torné”.
Van editar dos números especials, amb fotografies: un suplement al núm. 8 (agost de 1919) per celebrar la victòria de la candidatura nacionalista a les eleccions i el núm. 12 (desembre de 1919), dedicat a Frederic Rahola.